# 尾棘背燈魚
尾棘背燈魚（学名：Notoscopelus caudispinosus）为輻鰭魚綱燈籠魚目灯笼鱼科的其中一種。分布于全球三大洋海域，為深海魚類，棲息深度可達1300公尺，體長可達14公分，為肉食性，以橈腳類等為食。

## 扩展阅读
維基物種上的相關：尾棘背燈魚